# Vite dei dieci oratori
Le Vite dei dieci oratori sono un'opera erroneamente attribuita a Plutarco e giuntaci nei suoi Moralia.

## Struttura
Il trattato si pone come n. 41 nel Catalogo di Lampria delle opere di Plutarco. Esso comprende le biografie, con documenti ufficiali, dei dieci oratori del Canone alessandrinoː Antifonte, Andocide, Lisia, Isocrate, Iseo, Eschine, Licurgo, Demostene, Iperide, Dinarco.
Segue, come appendice una raccolta di decreti ufficiali per i vari oratori.

## Analisi critica
La serie di biografie dei dieci oratori attici selezionati nel Canone alessandrino è evidentemente basata su Cecilio di Calacte, citato spesso e fu sicuramente attribuita al nostro per il carattere biografico, anche se di livello certamente minore rispetto alle biografie plutarchee; tuttavia, il carattere erudito e bibliografico ne decretò la sopravvivenza nel corpus dei Moralia e l'ampio utilizzo anche da autori competenti quali Fozio.

## Edizioni
- (GRC) Vitae decem oratorum, recognovit, annotationem criticam et commentarios adiecit Antonius Westermann, Quedlinburgi et Lipsiae, sumptum fecit Libraria Theod. Beckeri, 1833.
- (GRC, EN) Lives of the Ten Orators, in Moralia, vol. 10, with an English translation by Harold North Fowler, London, William Heinemann, 1936,  pp. 341-457.